# Piotr Lenartowicz
Piotr Lenartowicz (ur. 25 sierpnia 1934 w Warszawie, zm. 10 października 2012 w Krakowie) – polski filozof przyrody, witalista, lekarz, jezuita i żeglarz.

## Życiorys
Jego rodzicami byli Wiesław Piotr Lenartowicz i Krystyna Schneider. Rodzice pobrali się w 1933 roku, mieli czworo dzieci: Piotra (1934), Jana (1936), Annę (1940), Pawła (ur. 1948).
W roku 1951 zdał egzamin maturalny w III Gimnazjum im. Jana Sobieskiego w Krakowie. W 1952 zaczął studia na Wydziale Lekarskim Akademii Medycznej w Warszawie, które skończył z dyplomem lekarza w 1958. Na czwartym roku przyjął pozycję asystenta w Zakładzie Fizjologii Człowieka, gdzie pracował pod bezpośrednią opieką Romanowskiego; zajmował się aktywnymi substancjami w materii mózgu, prowadził też zajęcia dla studentów. W 1956 pracował jako asystent w Zakładzie Fizjologii Polskiej Akademii Nauk w Warszawie. Uzyskał doktorat z neurofizjologii w 1961 pod oficjalnym kierunkiem Franciszka Czubalskiego i pomocą Piotra Kubikowskiego. W okresie 1957−1960 opublikował kilka eksperymentalnych prac w Acta Physiologica Polonica i Biuletynie Polskiej Akademii Nauk.
Wstąpił do zakonu jezuitów 1 listopada 1960 i w Kaliszu odbył dwuletni nowicjat w byłym klasztorze bernardyńskim należącym do Jezuitów; do Jezuitów należał 52 lata aż do śmierci. W latach 1962–1965 studiował filozofię na Wydziale Filozoficznym Towarzystwa Jezusowego w Krakowie, gdzie uzyskał stopień licencjata filozofii. Tematem pracy licencjackiej była interpretacja książki pozytywisty Jana Łukasiewicza „O zasadzie sprzeczności u Arystotelesa” (tj. o zasadzie, że jest rzeczą niemożliwą, żeby coś równocześnie i pod tym samym względem przysługiwało czemuś innemu i nie przysługiwało). Był wtedy pod wpływem prac niemieckiego jezuity Paula Overhage, zwłaszcza jego poglądów paleoantropologicznych i poglądów dotyczących ewolucji i mechanizmów ewolucji. Po wykładach filozofii doszedł do wniosku, że wiedza biologiczna powinna być zreinterpretowana. Następnie studiował na Wydziale Teologicznym Bobolanum w Warszawie (1965-1969) gdzie uzyskał stopień licencjata teologii pisząc pracę dotyczącą analizy podręczników psychiatrii i pojęć religijnych w tych podręcznikach. Ćwiczenia psychiatrii odbywał na studiach medycznych u Joanny Flatau.
Święcenia kapłańskie przyjął 17 czerwca 1968 roku. Od 1971 rozpoczął drugie studia doktoranckie na Uniwersytecie Gregoriańskim w Rzymie. Miał w Rzymie dostęp do bogatych zbiorów czaszek neandertalczyów i zaczął się interesować paleoantropologią. W czasie doktoratu pracował też w Anglii. W 1972–1973 był kapelanem w Katedrze Westminsterskiej w Londynie i raz na tydzień uczestniczył w seminarium Rona Harré w Linacare College w Uniwersytecie w Oksfordzie. Interesował się wtedy biologią rozwoju, teorią klonowania, pracami Driescha i Spemanna. W 1975 uzyskał doktorat z filozofii dotyczący biologii rozwoju przedstawiając pracę „Phenotype-Genotype Dichotomy” (tekst angielski) Uniwersytecie Gregoriańskim w Rzymie pod ogólnym kierunkiem Jerzego Szaszkiewicza.
We wrześniu 1975 wrócił do Polski. Był przez rok duszpasterzem akademickim na KUL w Lublinie. Od 1978-1998 był kapelanem Sióstr ze Zgromadzenia Córek Bożej Miłości w Krakowie. W 1976 zaczął pracę na Wydziale Filozoficznym Towarzystwa Jezusowego w Krakowie gdzie wykładał do 2012 wprowadzenie do filozofii, filozofię przyrody ożywionej i filozofię poznania. W 1985 uzyskał stopień doktora habilitowanego na Wydziale Filozoficznym Papieskiej Akademii Teologicznej w Krakowie. W 1991 Peter Hans Kolvenbach mianował go profesorem nadzwyczajnym na Wydziale Filozoficznym Towarzystwa Jezusowego, a w 1999 profesorem zwyczajnym. Był profesorem na Wydziale Filozoficznym krakowskiej Wyższej Szkoły Filozoficzno-Pedagogicznej „Ignatianum” i kierownikiem Katedry Filozofii Przyrody i prorektorem tej uczelni. W 1985 wykładał przez jeden semestr historię filozofii i filozofię przyrody na Wydziale Filozoficznym Uniwersytetu Stanowego w Kolorado w Fort Collins, USA. Był członkiem rady Wydziału Filozofii Papieskiej Akademii Teologicznej w Krakowie.
Uczestniczył w Seminariach Interdyscyplinarnych „Nauka-Religia-Dzieje” w Castel Gandolfo za pontyfikatu Jana Pawła II i był redaktorem (głównie technicznym) czterech tomów materiałów z tych seminariów.
Brał udział w europejskich zjazdach jezuitów zajmujących się działalnością w dziedzinie nauk przyrodniczych. Był członkiem międzywydziałowej komisji filozofii przyrody PAU.

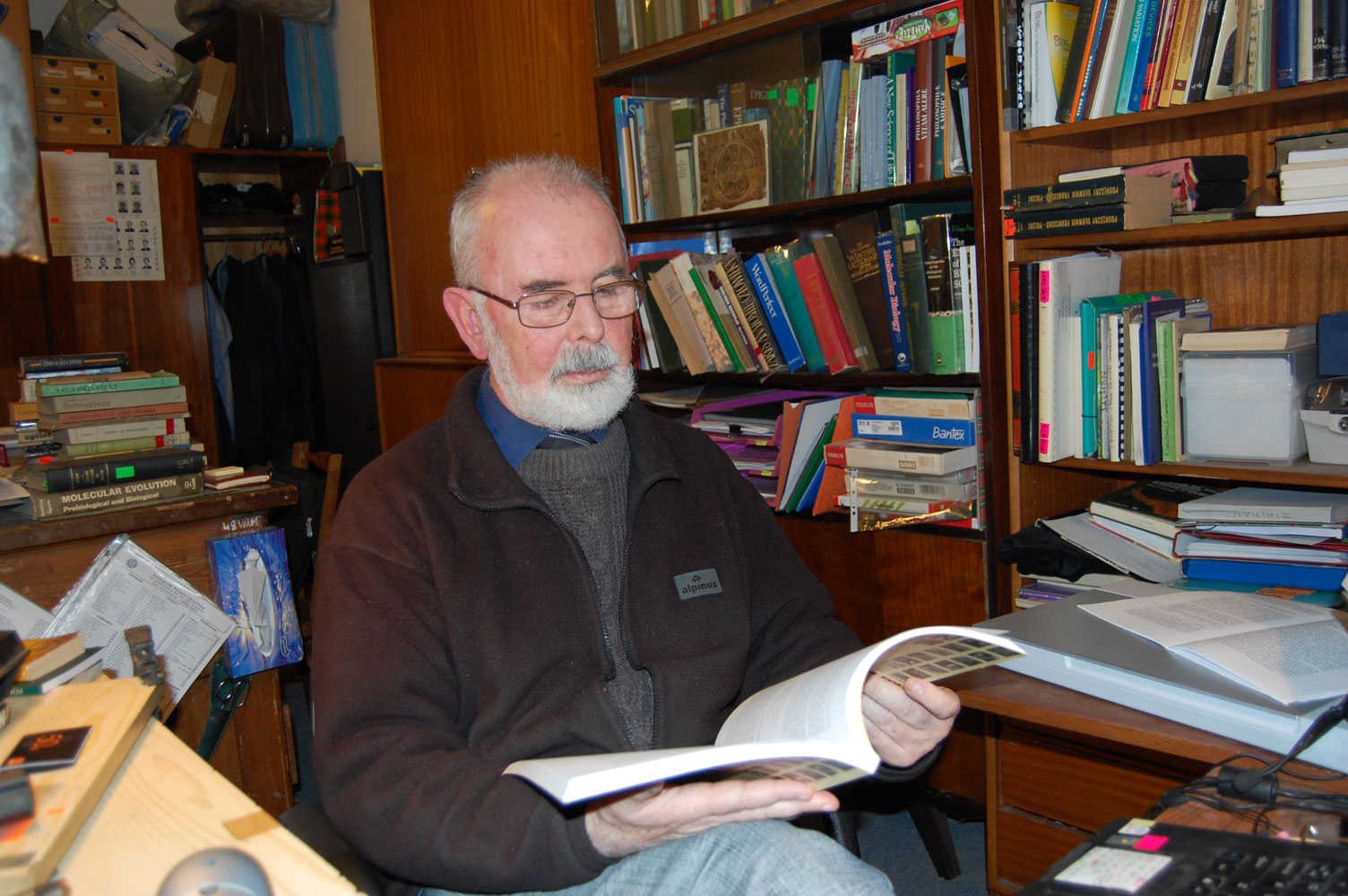
W swoim pokoju na ulicy Kopernika 26 w 2008 roku otoczony książkami.

### Zainteresowania
W swojej działalności naukowej starał się prowadzić dialog z różnymi prądami myślenia, szczególnie z ateizmem. Uważał, że sprostanie tym zadaniom wymaga solidnej formacji filozoficznej i naukowej oraz pracę nad najgłębszą naturą otaczającej rzeczywistości. W jego opinii, zrozumienie biologii pozwalało mu pokazać jak oczywiste jest istnienie stwórcy.
Był przeciwnikiem sceptycyzmu i relatywizmu i uważał, że prowadzą do „kapitulacji poznawczej”; był też przeciwny wyjaśnianiu zjawisk biologicznych czy opieraniu filozofii na zjawiskach losowych „orzeł-reszka”.
W początkach kariery napisał pracę licencjacką na Wydziale Teologicznym Bobolanum, w której analizował kilkadziesiąt podręczników psychiatrii i pojęć religijnych w tych podręcznikach. Ta metodologia analizy – w jaki sposób przyjmowane są hipotezy i teorie naukowe – przewijała się w jego dalszej karierze. Kwestionował fragmentaryczność opisu.
Był zwolennikiem koncepcji teleologicznej i jednym z prekursorów inteligentnego projektu.
Był antyewolucjonistą.
Pod koniec życia opublikował „Ludy czy małpoludy. Problem genealogii człowieka”, książkę nad którą pracował kilkanaście lat. Zasiadał w radzie naukowej Polskiego Towarzystwa Kreacjonistycznego.

### Dorobek
Większość jego prac naukowych zostało przedrukowanych w księdze jubileuszowej Vivere et intelligere w roku 2009 z okazji 75 lecia urodzin. Oprócz artykułów znajduje się tam bibliografia i streszczenie poglądów filozoficznych oraz wywiad (Apologia Pro Vita Sua) „Rozmowa z Piotrem Lenartowiczem SJ”, przeprowadzona przez Zbigniewa Wróblewskiego w 2009 roku.

## Śmierć
Zmarł 10 października 2012 w krakowskim kolegium Jezuitów.
Został pochowany w krypcie ojców jezuitów na cmentarzu Rakowickim w Krakowie (pas 37, płd.).

## Publikacje
Książki i podręczniki
- Lenartowicz P.: Phenotype-Genotype Dichotomy. Rome: Pontif. Univ. Gregoriana, 1975. Brak numerów stron w książce
- Lenartowicz P.: Philosophy of Biological Phenomena (po polsku). Kraków: WAM, 1985. Brak numerów stron w książce.
- Lenartowicz P.: Theory of cognition (po polsku). Kraków: Jesuit Philosophical Faculty, 1995. Brak numerów stron w książce
- Lenartowicz Piotr, Koszteyn Jolanta: Wprowadzenie do zagadnień filozoficznych. Kraków: WAM, 2000. ISBN 83-88209-04-3. Brak numerów stron w książce
- Lenartowicz Piotr: Ludy czy małpoludy. Problem Genealogii człowieka. Kraków: Ignatanium, 2010. ISBN 978-83-7614-022-3. Brak numerów stron w książce
- Lenartowicz Piotr, Koszteyn Jolanta: Wprowadzenie do filozofii. Kraków: PETRUS, 2011. ISBN 978-83-7720-117-6. Brak numerów stron w książce
- Lenartowicz Piotr: Elementy teorii poznania. Kraków: Ignatanium, 2014. ISBN 978-83-7614-187-9. Brak numerów stron w książce

Filozofia
- (1980) Piotr Lenartowicz, Pojęcie całości i przyczyny w dziejach embriologii. Opublikowane w pracy zbiorowej pt. Studia z historii filozofii. Księga pamiątkowa z okazji 50-lecia pracy naukowej ks. Pawła Siwka SJ. Pod red. Romana Darowskiego SJ. Wydz. Filozof. Tow. Jezusowego, Kraków 1980, str. 207-244.
- (1984) Piotr Lenartowicz,  Wiarygodność twierdzeń przyrodniczych (Arystoteles contra Feyerabend) W: materiały III Seminarium Interdyscyplinarnego “Nauka-Religia-Dzieje”, Castelgandolfo, 6-9 sierpnia 1984, pod red. Jerzego A. Janika i Piotra Lenartowicza SJ. Wydział Filozoficzny Tow. Jezusowego, Kraków 1986, str. 73-100]
- (1993) Piotr Lenartowicz, Przyroda poznawana osobiście [Odpowiedź na ankietę] CZAS KULTURY, nr 1 (43), rok IX, styczeń-luty 1993, p.78-80.
- (1994) Piotr Lenartowicz, O “cudach” probabilistycznych, czyli fakt selekcji i odmowa poznania tego faktu. Rocznik Wydziału Filozoficznego Towarzystwa Jezusowego w Krakowie, Kraków, p. 99-147.
- (1995) Piotr Lenartowicz, Racjonalność ducha czy życia? Kwartalnik Filozoficzny T. XXIII, z. 2, p. 87-98.
- (1995) Piotr Lenartowicz  O zgubnym wpływie filozofii na nauki biologiczne. Znak, r. 47, n.6, p. 44-56.
- (1996) Piotr Lenartowicz  The body-mind dichotomy: a problem or artifact? Forum Philosophicum Fac. Philos. SJ, Cracovia – Kraków, t. 1, p. 9-42.
- (1997) Jolanta Koszteyn, Piotr Lenartowicz  i Zdzisław Kijas OFMConv.. Czy nauka mówi o Bogu? (W: “Mówić o Bogu”, T. I, Wyd. “Bratni Zew”, Kraków, str. 89-114).
- (1997) Piotr Lenartowicz i Jolanta Koszteyn. Substancja i poznawanie a filozofia nauki. Edukacja Filozoficzna (UW), 24, str. 83-87.
- (1999) Piotr Lenartowicz. Substance and cognition of biological phenomena. [Streszczenie po polsku] Forum Philosophicum. Fac. Philos. SJ, Cracovia, T.4: 55-71.
- (1999) Piotr Lenartowicz, Jolanta Koszteyn i Piotr Janik SJ. Rola zjawisk zintegrowanych w argumentacji za istnieniem Stwórcy. (Integrated phenomena and the argumentation for the existence of God) W: Między filozofią przyrody a ekofilozofią. Praca zbiorowa pod redakcją Anny Latawiec, Wyd. Uniw. Kard. Wyszyńskiego, Warszawa 1999, ss. 120-144.
- (2000) Piotr Lenartowicz i Jolanta Koszteyn. Krótki słownik terminologii filozoficznej arystotelizmu-tomizmu Excerptum z Wprowadzenia do zagadnień filozoficznych. Wyd. III, WAM, Kraków
- (2000) Jolanta Koszteyn i Piotr Lenartowicz. Scjentyzm – pozytywy i negatywy. Zagadnienia naukoznawstwa 2-3 (144-145), 275-283. [z J. Koszteyn]
- (2000) Piotr Lenartowicz i Jolanta Koszteyn. On some problems concerning observation of biological systems (W: Analecta Husserliana, LXVI, pod redakcją A.-T. Tymienieckiej, Kluwer Academic Publishers, Netherlands 2000, pp. 107-119.
- (2002) Piotr Lenartowicz i Jolanta Koszteyn. On Paley, epagogé, technical mind and a fortiori argumentation. Forum Philosophicum. Fac. Philos. SJ, Cracovia, T.7, pp. 49-83.
- (2005) Piotr Lenartowicz. Trzy koncepcje dynamiki biologicznej: Arystotelesowska, neo-darwinowska, inteligentnego projektu. W: Philosophia vitam alere, Pr. zbior. dedykowana Prof. R. Darowskiemu, pod. red. St. Ziemiańskiego SJ, Kraków, 2005, Ignatianum – WAM, 267-288.
- (2006) Piotr Lenartowicz. O empirycznych przesłankach pluralizmu bytowego. Forum Philosophicum. Facultas Philosophica Ignatianum. Cracovia – Kraków, 10: 2006, 37-53.
- (2006) Piotr Lenartowicz. Wiedza przyrodnicza – nauka – religia a spór pomiędzy monizmem i pluralizmem bytowym. Filozofia Nauki. 14:2006, 69-84.
- (2006) Piotr Lenartowicz. Czy istnieją "dusze" roślin i zwierząt, a jeśli tak, to skąd się one biorą? W: Philosophiae & Musicae. Pr. zbior. dedykowana Prof. St. Ziemiańskiemu SJ, pod red. R. Darowskiego SJ. Kraków, 2006, Ignatianum – WAM 467-488.

Biologia
- (1975) Piotr Lenartowicz, Phenotype-Genotype Dichotomy, (PDF) Pontif. Univ.Gregoriana, Rome.
- (1980) Piotr Lenartowicz, Pojęcie całości i przyczyny w dziejach embriologii. Opublikowane w pracy zbiorowej pt. Studia z historii filozofii. Księga pamiątkowa z okazji 50-lecia pracy naukowej ks. Pawła Siwka SJ. Pod red. Romana Darowskiego SJ. Wydz. Filozof. Tow. Jezusowego, Kraków 1980, str. 207-244.
- (1984) Piotr Lenartowicz, Całościowość procesu życiowego na poziomie molekularnym NAUKA – RELIGIA – DZIEJE II seminarium Interdyscyplinarne w Castel Gandolfo, 6-9 września 1982, pod redakcją J. A. Janika i P. Lenartowicza SJ, Wydział Filozoficzny Towarzystwa Jezusowego, Kraków 1984, pp. 48-71.
- (1992) Piotr Lenartowicz, Sens i zakres pojęcia informacji genetycznej. W: Rozprawy i szkice z filozofii i metodologii nauk. Pr. zbior. pod red. J. Sucha i wsp., WNPWN Warszawa, p. 307-319.
- (1992) Piotr Lenartowicz, Totipotencjalność – kluczowe pojęcie biologii rozwoju. (W: materiały VI Seminarium Interdyscyplinarnego “Nauka-Religia-Dzieje”, Castelgandolfo, 6-9 sierpnia 1990, pod red, J. A, Janika, Uniw. Jagiellonski, Kraków, 1992, p. 87-118.
- (1993) Piotr Lenartowicz SJ Fundamental patterns of biochemical integration. Part I.  Ann. Fac. Philosophicae S. J. Cracoviae, 203-217.
- (1993) Piotr Lenartowicz, Molecular codes and signals Opublikowano w: Rocznik Wydziału Filozoficznego Towarzystwa Jezusowego 1991-1992, Kraków 1993, pp. 219-227.
- (1993) Piotr Lenartowicz, Rozwój i postęp w świetle empirii biologicznej Opublikowano w: Humanizm Ekologiczny T.2. Kryzys idei postępu - wymiar ekologiczny, pod redakcją Stanisława Kycia, Politechnika Lubelska, Lublin 1993, pp. 173-187.
- (1995) Piotr Lenartowicz, Mitologia programu genetycznego DNA Opublikowano w: ZNAK, r. 35, nr 34, 1995, pp. 881-898.
- (1996) Piotr Lenartowicz, Zjawisko biologiczne a pojęcie racjonalności Opublikowano w: Ruch Filozoficzny T. LIII, Nr 2-3, Sekcja Filozofii Życia, 1996, pp. 197-207.
- (1997) Jolanta Koszteyn i Piotr Lenartowicz, Biological adaptation: dependence or independence from environment? Forum Philosophicum Fac. Philos. SJ, Cracovia – Kraków, t. 2, p. 71-102.
- (1997) Piotr Lenartowicz, Are we fully shaped and determined by our genes? (PDF) W: Genethik, Internationale Mediziner Arbeitsgemeinschaft, 41 Internationales Karwochenseminar, 9-14 April 1997, St. Virgil, Salzburg, p. 67-80.
- (1999) Jolanta Koszteyn, Piotr Lenartowicz, O terminach opisujących przekaz informacji pomiędzy organizmami. Studia Philosophiae Christianae, ATK, 35(1), s. 20-41.
- (1999) Jolanta Koszteyn i Piotr Lenartowicz,  On the descriptive terminology of the information transfer between organisms. Forum Philosophicum. Fac. Philos. SJ, Cracovia, T.4: 165-205.
- (2000) Piotr Lenartowicz and Jolanta Koszteyn. On some problems concerning observation of biological systems. Analecta Husserliana LXVI, 107-119.
- (2001) Piotr Lenartowicz and Jolanta Koszteyn. Descriptive Foundations of The Metaphysics of Life. In: Proceedings of the Metaphysics for the Third Millennium Conference held on September 5-8, 2000, at the Conference Center, Assumption Institute, Rome. Editorial de la Universidad Téchnica Particular de Loja (Ecuador). Vol. I, pp. 513-518.
- (2005) Piotr Lenartowicz  i Jolanta Koszteyn. Wyjściowe przesłanki teorii życia biologicznego. pp. 25-40 [w:] W poszukiwaniu istoty życia. Pod red. G. Bugajak, A. Latawiec, Wyd. UKSW, Warszawa.
- (2005) Piotr Lenartwoicz, Trzy koncepcje dynamiki biologicznej: Arystotelesowska, neo-darwinowska, inteligentnego projektu. W: Ziemiański St. SJ (red.) Philosophia vitam alere. Ignatianum – WAM, Kraków, s. 267-288.
- (2008) Piotr Lenartowicz, Pokusa "Inteligentnego Projektu". W: Janik J. A. (red.) Prace Komisji filozofii nauk przyrodniczych PAU, T. II, PAU, Kraków, s. 15-22.

Paleoantropologia
- (1972) Piotr Lenartowicz, O wczesnych stadiach ewolucji człowieka. (Problem rekonstrukcji form człowiekowatych z początków okresu lodowcowego).
- (1990) Piotr Lenartowicz, Problem rekonstrukcji wczesnych człowiekowatych. W: Janik J. A. i Lenartowicz P. SJ (red.) Nauka – Religia – Dzieje, V Interdyscyplinarne Seminarium w Castel Gandolfo, 8-11 sierpnia 1988, Wydz. Filoz. TJ, Kraków, pp. 107-130.
- (1993) Piotr Lenartowicz, "Stawanie się człowiekiem" – Polemika z artykułem Jerzego Strojnowskiego. Znak, r. 45, nr 452, z. 1, p. 55-64.
- (2000) Piotr Lenartowicz i Jolanta Koszteyn, Fossil hominids – an empirical premise of the descriptive definition of Homo sapiens Forum Philosophicum. Fac. Philos. SJ, Cracovia, T.5, pp. 141-176.
- (2001) Jolanta Koszteyn i Piotr Lenartowicz, Integracja dynamiki biologicznej a drzewa rodowe istot żywych. Filozofia Nauki r. IX, 2001, Nr 2(34).
- (2005) Piotr Lenartowicz,  O starożytności “człowieczeństwa”. Kwartalnik Filozoficzny. 33:2005, 35-59.
- (2008) Piotr Lenartowicz, Allometria – zasada i narzędzie rekonstrukcji paleontologicznych. W: Bugajak G., Tomczyk J. (red.) W poszukiwaniu swoistości człowieka. Wyd. UKSW, Warszawa, s. 25-40.
- (2008) Piotr Lenartowicz, Scenariusze darwinizmu a rekonstrukcje szczątków praczłowieka. Przegląd Filozoficzny – Nowa Seria, r. 17, nr 3(67), s. 181-196.
- (2010) Piotr Lenartwoicz, People or Manapes. Problem of human genealogy. [SUMMARY of the Polish text] Wyższa Szkoła Filozoficzno-Pedagogiczna Ignatianum, Kraków.
- (2011) Piotr Lenartowicz, The locomotion of the hominids. [W:] Wiesna Mond-Kozłowska (ed.) Studies on Comparative Aesthetics, volume 2: Rhythms and Steps of Africa, Wydawnictwo Ignatianum, Cracow; pp. 41-54.